# دوم ميتال
دووم ميتال Doom Metal هو نوع من أنواع موسيقى الميتال ويتميز عادة بأغانيه الطويلة وإيقاعه البطيئ. يعتقد أن بدايات الدووم ميتال ترجع لبداية السبعينيات ولفريق بلاك سابث Black Sabbath و Pentagram في 1970.

## البدايات والتاريخ
بدأت موسيقى الدوم ميتال بالتبلور وأخذ شكلها الحالي في بداية الثمانينيات بظهور فرق مثل تربل Trouble وساينت فايتس Saint Vitus ومنتصف الثمانينيات بفرق مثل كاندلماس Candlemass. موسيقيا كانت تلك الفرق تعزف هيفي ميتال Heavey Metal ولكن بإيقاع أبطأ من بقية فرق الهيفي ميتال.الدووم ميتال أخذ الاسم بعد إصدار Hand's Of Doom Black Sabbath في عام 1970.

## موسيقى الدوم ميتال
فرق الدووم ميتال كغيرها من فرق الميتال تستخدم آلات الجيتار والباس والطبل لعزم الموسيقى وبعضهم يستخدم البيانو والأورغ. بشكل عام الموسيقى تكون بطيئة الإيقاع ويختلف سرعة الإيقاع بحسب نوع الدووم ميتال الذي تعزفه الفرقة. يتميز الدووم ميتال عن غيره من أنواع الميتال بأن الموسيقى عادة ماتكون من النوع الحزين والكئيب والمواضيع عادة ما تكون عن حب ضائع أو عن الموت أو عن أي شيء محزن. وعادة ما يستخدم المغني صوت Growling للغناء وبعضهم من يدمج Growling مع الغناء العادي Clean ومنهم من يستخدم فقط الغناء العادي. هذا يرجع للفريق نفسه ويرجع لنوع الدووم الذي يعزفونه.

## أنواع الدووم ميتال
وكغيره من أنواع الموسيقى بدأ الدووم ميتال يأخذ أشكال جديدة. ففي نهاية الثمانينيات وبداية التسعينيات كانت موسيقى الديث ميتال منتشرة بكثرة. وكرد على هذه الموسيقى قامت فرق مثل ماي داينج برايد My Dying Bride وباراديس لوست Paradise Lost و Katatonia وأناثيما أناثيما ونوفمبرز دووم Novembers Doom بدمج موسيقى الدووم مع الديث. بحيث أصبحت الأغنية تحتوي على مقاطع سريعة ومقاطع بطيئة وسمي هذا النوع بالدووم/ديث ميتال.
ومع منتصف التسعينيات بدأت الفرق الأخرى بالتجريب في الموسيقى فمنهم من استخدم سيمفونيات مع الآلات التقليدية وعرف Atmospheric Doom. وقامت فرق أخرى بأخذ موسيقى الدووم ميتال إلى أبعاد جديدة وإنشاء موسيقى دووم ميتال جديدة. ومن هذه الفرق ثيرجوثون Thergothon التي يعتقد أن لها الفضل بإنشاء الفيونرال دووم Funeral Doom وترجع التسمية لبطء الموسيقى الشديد مثل مسيرة الجنائز التي تكون عادة بطيئة.
وبشكل عام هذه أنواع الدووم ميتال:
- Traditional Doom
- Doom/Death
- Funeral Doom
- Sludge Doom
- Atmospheric Doom

## وصلات خارجية
Doom Metal.com